# Badberg (Gemeinde Bad Gastein)
Badberg (früher auch St. Nikolaus) ist eine Rotte in der Gemeinde Bad Gastein im österreichischen Bundesland Salzburg.

## Geografie
Badberg gehört zur Ortschaft Bad Gastein und zur Katastralgemeinde Badgastein. Die Rotte liegt am rechten Flussufer der Gasteiner Ache. Durch den Ort fließen deren Zubringer Höllbrunngraben und Nikolausbach. Bei einer Erhebung der Vogelarten des Gasteinertals in den 1980er Jahren wurden in Badberg der Grünling (Chloris chloris) und der Spatz (Passer domesticus) als Brutvögel beobachtet.

## Geschichte
Im von 1823 bis 1830 erstellten Franziszeischen Kataster sind im Bereich der späteren Rotte die Höfe Kätschen, Maissergütl, Reinerlehen, Schauerhäusl und Spitalzulehen verzeichnet.

## Kultur und Sehenswürdigkeiten
Die gotische Nikolauskirche wurde um 1400 erbaut. Sie weist einen Nordturm und im Inneren spätgotische Wandmalerei und einen barocken Hochaltar aus der Zeit um 1755 auf. Es gibt mehrere historische Hotelbauten. Das 1899 von Angelo Comini entworfene und ausgeführte Hotel Kaiserhof ist ein Beispiel für internationale Kurarchitektur. Es von 1906 und 1925 erweitert. Das ehemalige Hotel Astoria (Matejcekheim) wurde 1913 ebenfalls von der Firma Angelo Comini errichtet und in den 1920er und 1930er Jahren mehrmals umgebaut. Für Entwurf und Ausführung des 1925 erbauten Hotels Haus Hirt war August Fondi verantwortlich. Einen 1937 ergänzten Zubau plante Lois Stelzer. Das Badehospiz Bad Gastein wurde von 1928 bis 1930 nach Plänen von Paul Geppert dem Älteren geschaffen, wobei Geppert dabei ein bereits 1892 errichtetes Objekt unter Beibehaltung repräsentativer Elemente umbaute.
Zu den bemerkenswerten Villen in Badberg zählen die 1908 nach Plänen von Angelo Comini erbaute Villa Jägerhort, das von 1923 bis 1925 nach Plänen von Walter Norden erbaute und 1928 um einen Zubau erweiterte Haus Behrens und das 1927 nach Plänen von Otto Heinrich John erbaute Rosenschlössl. Ein Denkmal für den deutschen Kaiser Wilhelm im Ort wurde 1889 errichtet. Die Nikolauskirche, das ehemalige Hotel Astoria, das Hotel Kaiserhof, das Hotel Mühlberger, das Kurhaus Goldeck, der Thermalwasserbehälter III und das Kaiser-Wilhelm-Denkmal stehen unter Denkmalschutz.
Einer Legende nach lebten die Heiligen Primus und Felicianus in einer Einsiedelei am Badberg. Bevor sie das Gasteinertal verließen, baten sie Gott, diese Gegend mit einer besonderen Gabe zu bedenken. Der Überlieferung nach ließ Gott daraufhin die Heilquellen von Bad Gastein hervorsprudeln.

## Infrastruktur
In Badberg befindet sich die Polytechnische Schule Bad Gastein. Die Siedlung ist über die Bushaltestelle Bad Gastein Badberg an den öffentlichen Verkehr angeschlossen. Oberhalb von Badberg verlaufen mehrere durch Sessellifte erschlossene Skipisten. Durch den Ort führen der Fernwanderweg Arnoweg sowie die Mountainbikestrecken Erzherzog-Johann-Runde und Prossau.